# Teoria spettrale
In matematica, in particolare in analisi funzionale e algebra lineare, per teoria spettrale si intende l'estensione di alcuni concetti propri dell'algebra lineare, come quelli di autovettore e autovalore o spettro, ad un contesto matematico più generale, che ne consente l'utilizzo in ambiti molto diversi fra loro. In particolare, la teoria spettrale è legata allo studio delle funzioni analitiche.
Il nome di "teoria spettrale" è stato introdotto da David Hilbert nella sua formulazione originale della teoria degli spazi di Hilbert. L'iniziale versione del teorema spettrale era tuttavia una versione del teorema dell'asse principale di un ellissoide nell'ambito delle forme quadratiche in infinite variabili. Successivamente la teoria spettrale viene sfruttata per descrivere le caratteristiche dello spettro atomico in meccanica quantistica. Dopo la prima formulazione di Hilbert, difatti, lo sviluppo della teoria degli spazi di Hilbert e la teoria spettrale per operatori normali proseguì parallelamente alle esigenze del mondo fisico grazie al contributo di diverse personalità, tra cui von Neumann.
In relazione con l'analisi armonica, la trasformata di Fourier sull'asse reale può essere vista come teoria spettrale per l'operatore di derivazione (considerando che le funzioni esponenziali sono le rispettive autofunzioni), anche se per avere una completa descrizione è necessario utilizzare autofunzioni generalizzate (ad esempio in uno spazio di Hilbert allargato).

## Introduzione
Il teorema spettrale stabilisce le condizioni per cui un operatore lineare può essere scritto come somma di operatori più semplici, utilizzando una base composta dalle autofunzioni dell'operatore, in una procedura tipica dell'autoteoria.
Utilizzando la notazione bra-ket, una funzione {\displaystyle f(x)} che agisce sulle coordinate {\displaystyle (x_{1},x_{2},x_{3},\dots )} si può scrivere come:
{\displaystyle f(x)=\langle x,f\rangle }
Il vettore {\displaystyle |f\rangle } è solitamente visto come un elemento di uno spazio di Hilbert, e scegliendo il prodotto interno standard si definisce la sua norma:
{\displaystyle \|f\|^{2}=\langle f,f\rangle =\int \langle f,x\rangle \langle x,f\rangle \,dx=\int f^{*}(x)f(x)\,dx}
dove {\displaystyle ^{*}} denota il complesso coniugato. Nel seguito la trattazione è valida per un prodotto interno generico.
Un operatore è, in tale contesto, una funzione (solitamente lineare) che agisce su un'altra funzione. Si consideri ad esempio l'operatore:
{\displaystyle L=|k_{1}\rangle \langle b_{1}|}
L'azione di {\displaystyle L} su {\displaystyle f} è il prodotto di una nuova funzione {\displaystyle |k_{1}\rangle } per il prodotto scalare {\displaystyle \langle b_{1}|f\rangle }:
{\displaystyle L|f\rangle =|k_{1}\rangle \langle b_{1}|f\rangle }
In modo più generale si può considerare un operatore definito nel seguente modo:
{\displaystyle L=\lambda _{1}|e_{1}\rangle \langle f_{1}|+\lambda _{2}|e_{2}\rangle \langle f_{2}|+\lambda _{3}|e_{3}\rangle \langle f_{3}|+\dots }
dove {\displaystyle \{\,\lambda _{i}\,\}} sono scalari, {\displaystyle \{\,|e_{i}\rangle \,\}} formano una base e {\displaystyle \{\,\langle f_{i}|\,\}} è la base dello spazio duale. La relazione tra le due basi è in parte descritta da:
{\displaystyle \langle f_{i}|e_{j}\rangle =\delta _{ij}}
Se si può utilizzare tale formalismo, i numeri {\displaystyle \{\,\lambda _{i}\,\}} sono gli autovalori di {\displaystyle L} e le funzioni {\displaystyle \{\,|e_{i}\rangle \,\}} sono le rispettive autofunzioni.
L'operatore identità, ad esempio, può essere scritto come:
{\displaystyle I=\sum _{i=1}^{n}|e_{i}\rangle \langle f_{i}|}
dove {\displaystyle \{\,|e_{i}\rangle \,\}} e {\displaystyle \{\,\langle f_{i}|\,\}} sono ancora due basi coduali tali che {\displaystyle \langle f_{i}|e_{j}\rangle =\delta _{ij}}. Tale relazione è la risoluzione all'identità, anche detta rappresentazione dell'identità, e gode della proprietà:
{\displaystyle I^{n}=I\qquad \forall n\in \mathbb {N} }
Applicando l'identità a {\displaystyle |\psi \rangle } si ottiene l'espressione di {\displaystyle \psi } in termini delle funzioni di base {\displaystyle \{\,e_{i}\,\}}:
{\displaystyle I|\psi \rangle =\sum _{i=1}^{n}|e_{i}\rangle \langle f_{i}|\psi \rangle =\sum _{i=1}^{n}\ c_{i}|e_{i}\rangle \qquad I|\psi \rangle =|\psi \rangle }
e tale relazione è generalizzata dall'espansione in serie di Fourier di {\displaystyle \psi } in funzione di {\displaystyle \{\,e_{i}\,\}}. A partire da ciò, la generica equazione:
{\displaystyle O|\psi \rangle =|h\rangle }
può essere scritta nelle basi {\displaystyle \{\,e_{i}\,\}} e {\displaystyle \{\,f_{i}\,\}} nel seguente modo:
{\displaystyle O|\psi \rangle =O(I|\psi \rangle )=\sum _{i=1}^{n}c_{i}\left(O|e_{i}\rangle \right)=\sum _{i=1}^{n}|e_{i}\rangle \langle f_{i}|h\rangle }
Si possono inoltre determinare i coefficienti {\displaystyle c_{j}}:
{\displaystyle \langle f_{j}|O|\psi \rangle =\sum _{i=1}^{n}c_{i}\langle f_{j}|O|e_{i}\rangle =\sum _{i=1}^{n}\langle f_{j}|e_{i}\rangle \langle f_{i}|h\rangle =\langle f_{j}|h\rangle \qquad \forall j}
In definitiva, dato un operatore lineare {\displaystyle L} tale per cui:
{\displaystyle L|e_{i}\rangle =\lambda _{i}|e_{i}\rangle }
dove {\displaystyle \{\,\lambda _{i}\,\}} sono i suoi autovalori, la risoluzione dell'identità consente di scrivere:
{\displaystyle LI=L=\sum _{i=1}^{n}L|e_{i}\rangle \langle f_{i}|=\sum _{i=1}^{n}\lambda _{i}|e_{i}\rangle \langle f_{i}|}
La teoria spettrale si occupa quindi di stabilire la natura e l'esistenza di una base di funzioni e della rispettiva base duale.

## Spettro di operatori limitati
Dato un operatore lineare limitato {\displaystyle T} definito in uno spazio di Banach (o più in generale in uno spazio vettoriale topologico), si consideri la trasformazione:
{\displaystyle R_{\zeta }=\left(\zeta I-T\right)^{-1}}
dove {\displaystyle I} è l'identità e {\displaystyle \zeta } un numero complesso. L'inverso {\displaystyle T^{-1}} di {\displaystyle T} è definito come:
{\displaystyle TT^{-1}=T^{-1}T=I}
Se l'inverso esiste, {\displaystyle T} è detto regolare, mentre se non esiste è detto singolare.
L'insieme risolvente {\displaystyle \rho (T)} di {\displaystyle T} è l'insieme dei numeri complessi {\displaystyle \zeta } tali che {\displaystyle R_{\zeta }} esiste ed è limitato. Lo spettro {\displaystyle \sigma (T)} di {\displaystyle T} è l'insieme dei numeri complessi {\displaystyle \zeta } tali che {\displaystyle R_{\zeta }} non esiste oppure non è limitato. La funzione {\displaystyle R_{\zeta }} (quando esiste) è detta risolvente di {\displaystyle T}. Lo spettro è quindi il complementare del risolvente nel piano complesso. Ogni autovalore di {\displaystyle T} appartiene allo spettro {\displaystyle \sigma (T)}, ma {\displaystyle \sigma (T)} non si limita a contenere solo autovalori.
Lo spettro include l'insieme degli autovalori detti autovalori approssimati, che sono i {\displaystyle \lambda } tali che {\displaystyle \lambda I-T} non è limitato oppure non esiste. Questo rende possibile una differente suddivisione dello spettro in spettro puntuale approssimato, cioè l'insieme dei numeri {\displaystyle \lambda } per i quali esiste una successione di vettori unitari {\displaystyle x_{n}} tale che:
{\displaystyle \lim _{n\to \infty }\|Tx_{n}-\lambda x_{n}\|=0}
e lo spettro residuo puro, cioè l'insieme dei numeri {\displaystyle \lambda } per i quali {\displaystyle (\lambda I-T)^{-1}} è limitato e l'immagine di {\displaystyle \lambda I-T} è un sottospazio proprio di {\displaystyle X}. Si dimostra che l'insieme risolvente {\displaystyle \rho (T)} è un sottoinsieme aperto di {\displaystyle \mathbb {C} }, e che il risolvente {\displaystyle R_{\lambda }(T)} è una funzione analitica definita su un sottoinsieme {\displaystyle D} aperto e connesso del piano complesso a valori nello spazio degli operatori limitati su {\displaystyle X}. In particolare, {\displaystyle R_{\lambda }(T)} è analitica per ogni sottoinsieme massimale connesso di {\displaystyle D}.

## L'operatore risolvente
Il risolvente {\displaystyle R_{\lambda }} può essere valutato a partire dagli autovalori e dalle autofunzioni di {\displaystyle T}. Applicando {\displaystyle R_{\lambda }} ad una funzione arbitraria {\displaystyle \varphi } si ha:
{\displaystyle R_{\lambda }|\varphi \rangle =(\lambda -T)^{-1}\ |\varphi \rangle =\Sigma _{i=1}^{n}{\frac {1}{\lambda -\lambda _{i}}}|e_{i}\rangle \langle f_{i},\varphi \rangle }
Tale funzione ha poli nel piano complesso in corrispondenza degli autovalori di {\displaystyle T}. Utilizzando allora il metodo dei residui si ottiene:
{\displaystyle {\frac {1}{2\pi i}}\ \oint _{C}\ d\lambda (\lambda -T)^{-1}\ |\varphi \rangle =-\Sigma _{i=1}^{n}\ |e_{i}\rangle \ \langle f_{i},\varphi \rangle =-|\varphi \rangle }
dove l'integrale è preso lungo un bordo {\displaystyle C} che include tutti gli autovalori. Supponendo che {\displaystyle \varphi } sia definita sulle coordinate {\displaystyle \{x_{i}\}}, ovvero:
{\displaystyle \langle x,\ \varphi \rangle =\varphi (x_{1},\ x_{2},...\ )\qquad \langle x,\ y\rangle =\delta (x-y)=\delta (x_{1}-y_{1},x_{2}-y_{2},x_{3}-y_{3}\dots )}
si ha:
{\displaystyle {\begin{aligned}\left\langle x,\ {\frac {1}{2\pi i}}\ \oint _{C}\ d\lambda (\lambda -T)^{-1}\varphi \right\rangle &={\frac {1}{2\pi i}}\ \oint _{C}\ d\lambda \ \langle x,\ (\lambda -T)^{-1}\ \varphi \rangle \\&={\frac {1}{2\pi i}}\ \oint _{C}\ d\lambda \int \ dy\ \ \langle x,\ (\lambda -T)^{-1}\ y\rangle \ \langle y,\ \varphi \rangle \end{aligned}}}
La funzione {\displaystyle G(x,y;\lambda )} definita come:
{\displaystyle {\begin{aligned}G(x,\ y;\ \lambda )&=\langle x,\ (\lambda -T)^{-1}\ y\rangle \\&=\Sigma _{i=1}^{n}\Sigma _{j=1}^{n}\langle x,\ e_{i}\rangle \langle f_{i},\ (\lambda -T)^{-1}e_{j}\rangle \langle f_{j},\ y\rangle \\&=\Sigma _{i=1}^{n}{\frac {\langle x,\ e_{i}\rangle \langle f_{i},\ y\rangle }{\lambda -\lambda _{i}}}\\&=\Sigma _{i=1}^{n}{\frac {e_{i}(x)f_{i}^{*}(y)}{\lambda -\lambda _{i}}}\end{aligned}}}
è la funzione di Green per {\displaystyle T} e soddisfa:
{\displaystyle {\frac {1}{2\pi i}}\ \oint _{C}\ d\lambda \ G(x,\ y;\ \lambda )=-\Sigma _{i=1}^{n}\langle x,\ e_{i}\rangle \langle f_{i},\ y\rangle =-\langle x,\ y\rangle =-\delta (x-y)}

## Funzione di Green ed equazione agli autovalori
Si consideri l'equazione agli autovalori per l'operatore {\displaystyle O}:
{\displaystyle (O-\lambda I)|\psi \rangle =|h\rangle }
che esplicitando le coordinate si scrive:
{\displaystyle \int \langle x,(O-\lambda I)y\rangle \langle y,\psi \rangle dy=h(x)}
La funzione di Green è:
{\displaystyle \langle y,G(\lambda )z\rangle =\left\langle y,(O-\lambda I)^{-1}z\right\rangle =G(y,z;\lambda )}
e soddisfa:
{\displaystyle \int \langle x,(O-\lambda I)y\rangle \langle y,G(\lambda )z\rangle dy=\int \langle x,(O-\lambda I)y\rangle \left\langle y,(O-\lambda I)^{-1}z\right\rangle dy=\langle x,z\rangle =\delta (x-z)}
Utilizzando tale proprietà si ha:
{\displaystyle \int \langle x,(O-\lambda I)y\rangle G(y,z;\lambda )dy=\delta (x-z)}
Moltiplicando entrambi i membri per {\displaystyle h(z)} e integrando si ottiene:
{\displaystyle \int dzh(z)\int dy\langle x,(O-\lambda I)y\rangle G(y,z;\lambda )=\int dy\langle x,(O-\lambda I)y\rangle \int dzh(z)G(y,z;\lambda )=h(x)}
il che suggerisce che la soluzione sia:
{\displaystyle \psi (x)=\int h(z)G(x,z;\lambda )dz}
Ovvero, si può trovare la funzione {\displaystyle \psi (x)} che soddisfa l'equazione agli autovalori dell'operatore se si può calcolare lo spettro di {\displaystyle O}. Si può costruire la funzione {\displaystyle G}, per esempio, utilizzando la relazione:
{\displaystyle G(x,z;\lambda )=\sum _{i=1}^{n}{\frac {e_{i}(x)f_{i}^{*}(z)}{\lambda -\lambda _{i}}}}